# James Lloyd (politikus, 1745–1820)
James Lloyd (Chestertown, 1756 – Easton, 1830. szeptember 20.) az Amerikai Egyesült Államok szenátora (Maryland, 1797–1800).